# McLaren M23
O M23 é o modelo da McLaren das temporadas entre 1973 a 1977 da Fórmula 1. Condutores: Denny Hulme, Peter Revson, Jody Scheckter, Jacky Ickx, Emerson Fittipaldi, Mike Hailwood, David Hobbs, Jochen Mass, Dave Charlton, James Hunt, Emilio de Villota, Brett Lunger, Gilles Villeneuve, Bruno Giacomelli, Tony Trimmer e Nelson Piquet.
A equipe conquistou o Mundial de Pilotos de 1974 com Emerson Fittipaldi e de 1976 com James Hunt. Também venceu o mundial de Construtores em 1974 - primeiro e único antes da era Ron Dennis.
Das 14 vitórias obtidas por Emerson Fittipaldi na Fórmula 1, cinco delas foram conquistadas com este modelo.
O McLaren M23 não foi o carro mais tecnicamente avançado de sua época, mas uma boa preparação, atenção aos detalhes e alguns dos mais talentosos pilotos conquistaram em quatro anos 21 vitórias, porém o quinto ano viria a ser muito longo, e o modelo foi substituído.
Em 20 de julho de 1978, em Silverstone, na Inglaterra, Nelson Piquet teve o seu primeiro teste a bordo de um Fórmula 1 num chassi M23.

## História
Sob o comando de Teddy Mayer, está máquina foi projetada pelo engenheiro britânico Gordon Coppuck, que foi trabalhar em 1965 na equipe fundada por Bruce McLaren, e equipada com o motor Ford Cosworth. Estreou nas pistas na temporada de 1973, em substituição ao McLaren M19C - que ainda foi utilizado nos Grandes Prêmios da Argentina, Brasil e África do Sul. Neste ano foi pilotada pelo neozelandês Denny Hulme e o norte-americano Peter Revson.
Coube a Hulme, campeão mundial de Fórmula 1 de 1967 ser o primeiro piloto a conduzir o M23 em provas do Mundial. Na prova de estreia do M23, o neozelandês largou na pole position na terceira etapa, em Kyalami, África do Sul. Revson e Jody Scheckter, o sul-africano que fazia a sua primeira de cinco corridas naquele ano pela equipe, participaram da corrida vencida por Jackie Stewart (Tyrrell 006) ainda com o M19 em sua versão C. Na disputa seguinte, em Montjuich, Espanha, Revson também já dispunha do novo modelo.
A primeira vitória do M23 aconteceria três meses e meio após sua estreia e na quinta prova disputada. Coube a Denny Hulme essa primazia, no Grande Prêmio da Suécia, em pódio completado por sueco Ronnie Peterson com um Lotus 72E e por François Cevert, da França, com Tyrrell 006. As vitórias de Peter Revson na Inglaterra (Silverstone) e Canadá (Mosport Park), em conjunto com outros bons resultados, deram para a McLaren o 3º lugar no Mundial dos Construtores, constituindo-se no melhor acumulado da equipe até então em pontos acumulados.
Aqui cabe um curioso relato, desse que só o esporte pode nos trazer. Em 1973, a McLaren era então chamada de McLaren-Yardley F-1 Team, tendo como principal patrocinador a Yardley of London, uma marca britânica de cosméticos das mais antigas do mundo, emprestando suas cores ao bólido da equipe. Ironicamente, um dos corredores da equipe era justamente o norte americano Peter Revson, piloto dono de um talento raro e herdeiro da indústria de cosméticos Revlon que correu sob as cores e com o patrocínio da Yardley, um dos principais concorrente da empresa de sua família.
Para 1974, Teddy Mayer concentrou o foco em dois carros e contratou Emerson Fittipaldi para ser parceiro de Hulme, enquanto Revson se transferia para a Shadow e Scheckter ingressava na Tyrrell. Foi o ano do primeiro título de pilotos e de construtores na história da McLaren e único fora da esfera de Ron Dennis, que compraria o time de Mayer em 1983. Foram três vitórias de Emerson Fittipaldi: (Brasil, Bélgica e Canadá), a conquista do bicampeonato mundial na carreira do piloto brasileiro e o primeiro título com o chassi M23. Hulme abriu a temporada vencendo na Argentina. Seria seu ano de despedida, após dez campeonatos.
Foi também neste ano que a McLaren fechou com um novo patrocinador, ganhando as cores com as quais ela ficou conhecida durante mais de 20 anos, os cigarros Marlboro, dando aos carros as cores tradicionais branco com detalhes vermelhos da marca de cigarros, com basicamente a mesma pintura desde a temporada de 1974 até 1996, mas principalmente de 1981 até 1996.
* De 1979 até 1983 era comum as pessoas confundirem os modelos da McLaren com o Alfa Romeo, pois as duas equipes tinham como patrocínio principal a Marlboro e pinturas quase idêntica, diferenciando-se por detalhes dos modelos, números dos carros, patrocinadores secundários e, obviamente, suas performances.
Nos campeonatos de 1975 e 1976, com o vice-campeonato de Fittipaldi (1975) e o título do inglês James Hunt (1976), o M23 completou uma trajetória de 16 vitórias: James Hunt: 6; Emerson Fittipaldi: 5; Danny Hulme: 2; Peter Revson: 2 e Jochen Mass: 1.
A partir do Grande Prêmio da Espanha de 1977, em Jarama, o M23 foi substituído pelo McLaren M26. Foram 62 provas ininterruptas pelo time de Teddy Mayer até a aposentadoria do bólido vencedor, isso sem contar diversas outras participações de times particulares que adquiriram o chassi, o que era permitido naquela época.
Vale lembrar que foi com o M23, com o número 40, que o canadense Gilles Villeneuve estreou na Fórmula 1 em 16 de julho de 1977, em Silverstone.
O modelo ainda voltaria as pistas em 1977, pelas mãos da Team Chesterfield/BS Fabrications, equipe montada por Bob Sparshott, um antigo mecânico da Lotus que comprava chassis antigos e os botava para correr. Em 1976 e início de 1977, a equipe correu com um March 761 pilotado pelo americano Brett Lunger, mas ainda em 1977 a equipe conseguiu um M23 antigo e aposentou o velho March 761. A BS Fabrications ganhou fama ao dar uma chance ao brasileiro Nelson Piquet, então apenas um piloto da Fórmula 3 britânica que vinha assombrando os taciturnos ingleses em 1978. Bob Sparshott ainda tinha contrato com Brett Lunger, mas decidiu arranjar um segundo McLaren M23 para Piquet fazer os GPs: Áustria, Holanda e Itália.
David Simms, diretor da equipe BS Fabrications, previu: "Aposto todo meu dinheiro: Piquet será campeão em no máximo três anos". Não errou. Piquet sofreu um bocado com um carro concebido de 1974, mas pelo menos chamou a atenção de Bernie Ecclestone, que o convidou para correr num terceiro Brabham no GP do Canadá de 1978, última prova do campeonato.

## Resultados[5]
(legenda) (em negrito indica pole position e itálico volta mais rápida)
| Ano  | Chassi | Motor                | N° | Pilotos             | 1     | 2     | 3     | 4     | 5     | 6     | 7     | 8     | 9     | 10    | 11    | 12    | 13    | 14    | 15    | 16    | 17  | Pontos   | Posição |  |
| ---- | ------ | -------------------- | -- | ------------------- | ----- | ----- | ----- | ----- | ----- | ----- | ----- | ----- | ----- | ----- | ----- | ----- | ----- | ----- | ----- | ----- | --- | -------- | ------- |  |
|      |        |                      |    |                     |       |       |       |       |       |       |       |       |       |       |       |       |       |       |       |       |     |          |         |  |
|      |        |                      |    |                     | ARG   | BRA   | RSA   | ESP   | BEL   | MON   | SWE   | FRA   | GBR   | NED   | GER   | AUT   | ITA   | CAN   | USA   |       |     |          |         |  |
| 1973 | M23    | Ford Cosworth DFV V8 | 5  | Denny Hulme         |       |       | 5 G   | 6 G   |       |       |       |       |       |       |       |       |       |       |       |       |     | 461 (58) | 3°      |  |
| 1973 | M23    | Ford Cosworth DFV V8 | 7  | Denny Hulme         |       |       |       |       | 7 G   | 6 G   | 1 G   | 8 G   | 3 G   | Ret G | 12 G  | 8 G   | 15 G  | 13 G  | 4 G   |       |     | 461 (58) | 3°      |  |
| 1973 | M23    | Ford Cosworth DFV V8 | 6  | Peter Revson        |       |       |       | 4 G   |       |       |       |       |       |       |       |       |       |       |       |       |     | 461 (58) | 3°      |  |
| 1973 | M23    | Ford Cosworth DFV V8 | 8  | Peter Revson        |       |       |       |       | Ret G | 5 G   | 7 G   |       | 1 G   | 4 G   | 9 G   | Ret G | 3 G   | 1 G   | 5 G   |       |     | 461 (58) | 3°      |  |
| 1973 | M23    | Ford Cosworth DFV V8 | 8  | Jody Scheckter      |       |       |       |       |       |       |       | Ret G |       |       |       |       |       |       |       |       |     | 461 (58) | 3°      |  |
| 1973 | M23    | Ford Cosworth DFV V8 | 30 | Jody Scheckter      |       |       |       |       |       |       |       |       | DNS G |       |       |       |       |       |       |       |     | 461 (58) | 3°      |  |
| 1973 | M23    | Ford Cosworth DFV V8 | 0  | Jody Scheckter      |       |       |       |       |       |       |       |       |       |       |       |       |       | Ret G | Ret G |       |     | 461 (58) | 3°      |  |
| 1973 | M23    | Ford Cosworth DFV V8 | 30 | Jacky Ickx          |       |       |       |       |       |       |       |       |       |       | 3 G   |       |       |       |       |       |     | 461 (58) | 3°      |  |
|      |        |                      |    |                     |       |       |       |       |       |       |       |       |       |       |       |       |       |       |       |       |     |          |         |  |
|      |        |                      |    |                     | ARG   | BRA   | RSA   | ESP   | BEL   | MON   | SWE   | NED   | FRA   | GBR   | GER   | AUT   | ITA   | CAN   | USA   |       |     |          |         |  |
| 1974 | M23    | Ford Cosworth DFV V8 | 5  | Emerson Fittipaldi* | 10 G  | 1 G   | 7 G   | 3 G   | 1 G   | (5) G | 4 G   | 3 G   | Ret G | 2 G   | Ret G | Ret G | 2 G   | 1 G   | 4* G  |       |     | 735 (75) | 1°*     |  |
| 1974 | M23    | Ford Cosworth DFV V8 | 6  | Denny Hulme         | 1 G   | 12 G  | 9 G   | 6 G   | 6 G   | Ret G | Ret G | Ret G | 6 G   | 7 G   | DSQ G | 2 G   | 6 G   | 6 G   | Ret G |       |     | 735 (75) | 1°*     |  |
| 1974 | M23    | Ford Cosworth DFV V8 | 33 | Mike Hailwood       | 4 G   | 5 G   | 3 G   | 9 G   | 7 G   | Ret G | Ret G | 4 G   | 7 G   | Ret G | 15 G  |       |       |       |       |       |     | 735 (75) | 1°*     |  |
| 1974 | M23    | Ford Cosworth DFV V8 | 33 | David Hobbs         |       |       |       |       |       |       |       |       |       |       |       | 7 G   | 9 G   |       |       |       |     | 735 (75) | 1°*     |  |
| 1974 | M23    | Ford Cosworth DFV V8 | 33 | Jochen Mass         |       |       |       |       |       |       |       |       |       |       |       |       |       | 16 G  | 7 G   |       |     | 735 (75) | 1°*     |  |
| 1974 | M23    | Ford Cosworth DFV V8 | 23 | Dave Charlton       |       |       | 19 G  |       |       |       |       |       |       |       |       |       |       |       |       |       |     | 735 (75) | 1°*     |  |
|      |        |                      |    |                     |       |       |       |       |       |       |       |       |       |       |       |       |       |       |       |       |     |          |         |  |
|      |        |                      |    |                     | ARG   | BRA   | RSA   | ESP   | MON   | BEL   | SWE   | NED   | FRA   | GBR   | GER   | AUT   | ITA   | USA   |       |       |     |          |         |  |
| 1975 | M23    | Ford Cosworth DFV V8 | 1  | Emerson Fittipaldi  | 1 G   | 2 G   | Ret G | DNS G | 2 G   | 7 G   | 8 G   | Ret G | 4 G   | 1 G   | Ret G | 9 G   | 2 G   | 2 G   |       |       |     | 53       | 3°      |  |
| 1975 | M23    | Ford Cosworth DFV V8 | 2  | Jochen Mass         | 14 G  | 3 G   | 6 G   | 12 G  | 6 G   | Ret G | Ret G | Ret G | 3 G   | 7 G   | Ret G | 42 G  | Ret G | 3 G   |       |       |     | 53       | 3°      |  |
| 1975 | M23    | Ford Cosworth DFV V8 | 31 | Dave Charlton       |       |       | 14 G  |       |       |       |       |       |       |       |       |       |       |       |       |       |     | 53       | 3°      |  |
|      |        |                      |    |                     |       |       |       |       |       |       |       |       |       |       |       |       |       |       |       |       |     |          |         |  |
|      |        |                      |    |                     | BRA   | RSA   | USW   | ESP   | BEL   | MON   | SWE   | FRA   | GBR   | GER   | AUT   | NED   | ITA   | CAN   | USA   | JPN   |     |          |         |  |
| 1976 | M23    | Ford Cosworth DFV V8 | 11 | James Hunt*         | Ret G | 2 G   | Ret G | 1 G   | Ret G | Ret G | 5 G   | 1 G   | DSQ G | 1 G   | 4 G   | 1 G   | Ret G | 1 G   | 1 G   | 3* G  |     | 745 (75) | 2°      |  |
| 1976 | M23    | Ford Cosworth DFV V8 | 12 | Jochen Mass         | 6 G   | 3 G   | 5 G   | Ret G | (6) G | 5 G   | 11 G  | 15 G  | Ret G | 3 G   | 7 G   |       | Ret G | 5 G   | 4 G   | Ret G |     | 745 (75) | 2°      |  |
|      |        |                      |    |                     |       |       |       |       |       |       |       |       |       |       |       |       |       |       |       |       |     |          |         |  |
|      |        |                      |    |                     | ARG   | BRA   | RSA   | USW   | ESP   | MON   | BEL   | SWE   | FRA   | GBR   | GER   | AUT   | NED   | ITA   | USA   | CAN   | JPN |          |         |  |
| 1977 | M23    | Ford Cosworth DFV V8 | 1  | James Hunt          | Ret G | 2 G   | 4 G   | 7 G   |       | Ret G |       |       |       |       |       |       |       |       |       |       |     | 213 (60) | 3°      |  |
| 1977 | M23    | Ford Cosworth DFV V8 | 2  | Jochen Mass         | Ret G | Ret G | 5 G   | Ret G | 4 G   | 4 G   | Ret G | 2 G   | 9 G   |       |       |       |       |       |       |       |     | 213 (60) | 3°      |  |
| 1977 | M23    | Ford Cosworth DFV V8 | 14 | Bruno Giacomelli    |       |       |       |       |       |       |       |       |       |       |       |       |       | Ret G |       |       |     | 213 (60) | 3°      |  |
| 1977 | M23    | Ford Cosworth DFV V8 | 40 | Gilles Villeneuve   |       |       |       |       |       |       |       |       |       | 11 G  |       |       |       |       |       |       |     | 213 (60) | 3°      |  |
| 1977 | M23    | Ford Cosworth DFV V8 | 36 | Emilio de Villota   |       |       |       |       | 13 G  |       | NQ G  | NQ G  |       | NQ G  | NQ G  | 17 G  |       | NQ G  |       |       |     | 213 (60) | 3°      |  |
| 1977 | M23    | Ford Cosworth DFV V8 | 30 | Brett Lunger        |       |       |       |       |       |       | DNS G | 11 G  | NQ G  | 13 G  | Ret G | 10 G  | 9 G   | Ret G | 10 G  | 11 G  |     | 213 (60) | 3°      |  |
|      |        |                      |    |                     |       |       |       |       |       |       |       |       |       |       |       |       |       |       |       |       |     |          |         |  |
|      |        |                      |    |                     | ARG   | BRA   | RSA   | USW   | MON   | BEL   | ESP   | SWE   | FRA   | GBR   | GER   | AUT   | NED   | ITA   | USA   | CAN   |     |          |         |  |
| 1978 | M23    | Ford Cosworth DFV V8 | 30 | Brett Lunger        | 13 G  | Ret G | 11 G  | NQ G  |       |       |       |       |       |       |       |       |       |       |       |       |     | 04 (15)  | 8º      |  |
| 1978 | M23    | Ford Cosworth DFV V8 | 29 | Nelson Piquet       |       |       |       |       |       |       |       |       |       |       |       | Ret G | Ret G | 9 G   |       |       |     | 04 (15)  | 8º      |  |
| 1978 | M23    | Ford Cosworth DFV V8 | 28 | Emilio de Villota   |       |       |       |       |       |       | NQ G  |       |       |       |       |       |       |       |       |       |     | 04 (15)  | 8º      |  |
| 1978 | M23    | Ford Cosworth DFV V8 | 40 | Tony Trimmer        |       |       |       |       |       |       |       |       |       | NQ G  |       |       |       |       |       |       |     | 04 (15)  | 8º      |  |

↑1  Uma prova com o M19A e três com o M19C marcando 12 pontos.
↑2  Prova interrompida e encerrada com 29 voltas. Foi atribuído metade dos pontos.
↑3  Doze provas com o M26 marcando 39 pontos.
↑4  Todos os 15 pontos foram marcados com o M26.
↑5  Nos descartes
* Campeão